# The Glitch Mob
The Glitch Mob ist eine dreiköpfige Electronic-Musikgruppe aus Los Angeles, bestehend aus Ed Ma (edIT), Justin Boreta (Boreta) und Josh Mayer (Ooah). Der Name The Glitch Mob bezieht sich auf die Musikrichtung Glitch, die auf digitalen Störgeräuschen, zufälligen Klangereignissen oder programmierten Algorithmen basiert.

## Geschichte
Die ursprünglich vierköpfige Gruppe, einschließlich Kraddy, wurde im Jahr 2006 innerhalb der aufkommenden „Los Angeles bass-driven“ „Beat“-Szene gegründet, die auch Daedelus, Flying Lotus und Nosaj Thing hervorbrachte. Sie gewannen viele Fans durch ihre sehr spezifische Auftrittsweise während ihrer Soli, mit denen sie vor allem in Los Angeles und San Francisco Fanzuwachs bekamen. Durch ihren Erfolg tourten sie weiter entlang der Westküste, und ein wenig später hatten sie Auftritte auf großen Festivals weltweit. Mitgründer Kraddy verließ die Band 2009 aufgrund von Meinungsverschiedenheiten über die Kreativität.
Das Debütalbum Drink The Sea erreichte in den iTunes Electronic Charts Platz 5 und in den CMJ Top 200 Charts für College Radios #57. Das Magazin „Electronic Musician“ veröffentlichte eine Coverstory von dem erfolgreichen Trio.
Ihr zweites Album Love Death Immortality wurde am 7. Februar 2014 veröffentlicht und stieg mit 22.000 Verkäufen auf Platz 1 der amerikanischen Dance-/Electronic-Charts ein.

## Diskografie

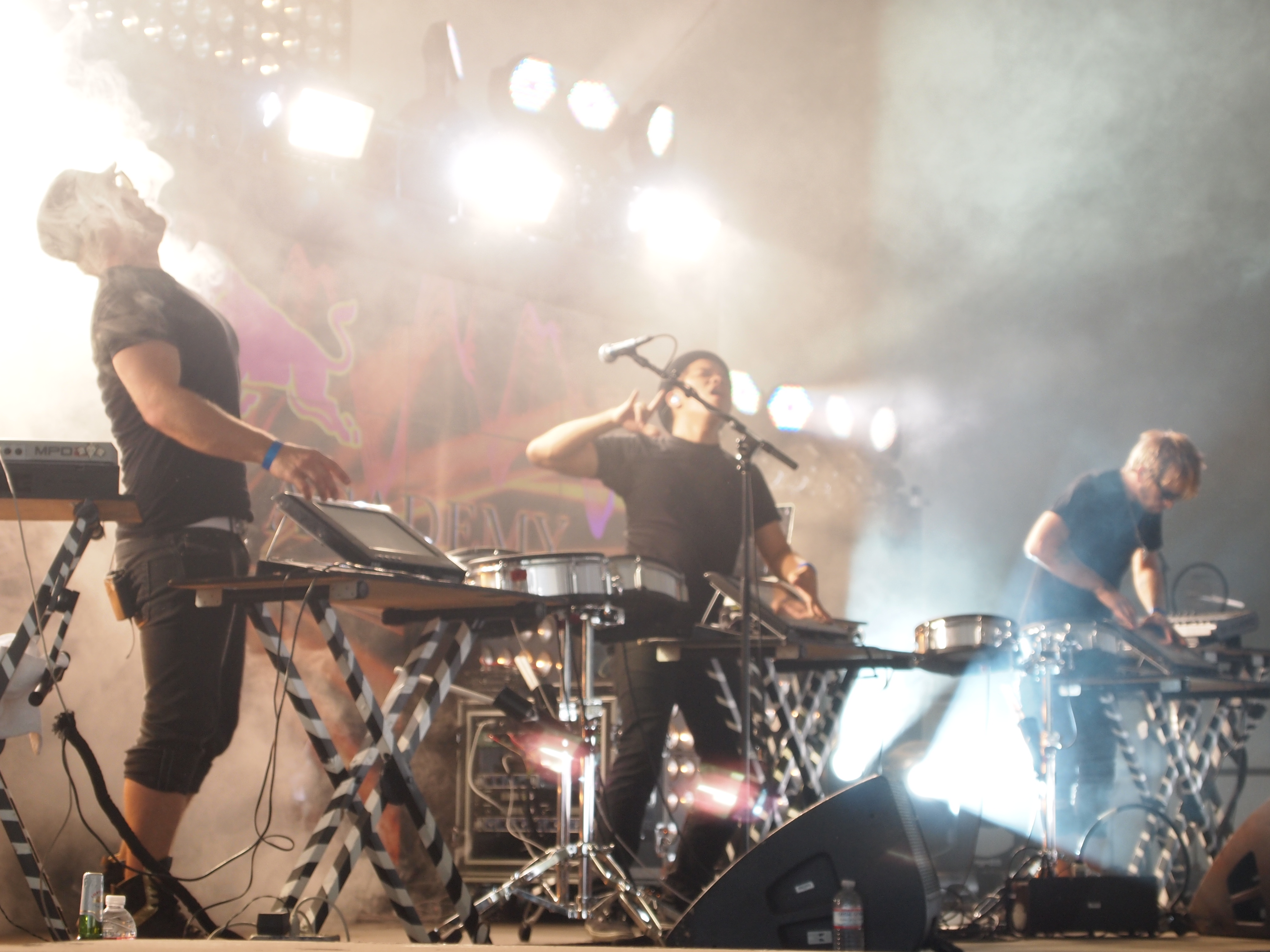
Boreta, ediT, Ooah auf dem Electric Zoo Festival, 2010

### Alben
- Drink the Sea (2010)[10]
- Drink the Sea - The Remixes (2011)
- Love Death Immortality (2014)[11]
- Love Death Immortality Remixes (2015)
- See Without Eyes (2018)
- Ctrl Alt Reality (2022)

### EPs
- We Can Make the World Stop (2011)
- Piece of the Indestructible (2015)
- Chemicals (2020)[12]

### Singles
- Episode 8 (featuring D-Styles) (2009)
- Black Aura (featuring Theophilus London) (2009)
- Beyond Monday (2010)
- Drive It Like You Stole It (2010)
- Warrior Concerto (2011)
- We Can Make the World Stop (2011)
- Can’t Kill Us (2013)
- Better Hide, Better Run (featuring Mark Johns) (2015)
- How Could This Be Wrong (featuring Tula) (2018)[13]
- Take Me With You (featuring Arama) (2018)
- I Could Be Anything (featuring Elohim) (2018)[14]
- Go Light (2018)
- Rise (featuring Mako und The Word Alive) (2018)[15] (US: Gold)
- System Bleed (mit Lick) (2019)[16]
- Lazer Vision (mit Zeke Beats) (2019)[17]
- Momentary Lapse (mit 1788-L) (2019)[18]

### Offizielle Remixes
- Odesza featuring Sasha Sloan – Falls (2018)[19]
- Illenium – Crawl Outta Love (2018)[20]
- Ray Lynch – Celestial Soda Pop (Boreta Remix) (2015)[21]
- Metallica – Lords of Summer (2015)
- The Prodigy – Breathe (2012)
- Bassnectar – Heads Up (The Glitch Mob Remix) (Januar, 2012)
- Daft Punk – Derezzed (The Glitch Mob Remix) (April, 2011)[22]
- The White Stripes – Seven Nation Army (The Glitch Mob Remix) (via Walt Disney Records (2011))
- Linkin Park – Waiting For The End (The Glitch Mob Remix) (via Warner Music (Oktober, 2010))
- Krazy Baldhead – The 4th Movement (The Glitch Mob Remix) (via Ed Banger Records (2010))
- TV on the Radio – Red Dress (The Glitch Mob Remix) (via 4AD (2009))
- Nalepa – Monday (The Glitch Mob Remix) (via 1320 Records (2009))
- Evil Nine – All The Cash (The Glitch Mob Remix) (via Marine Parade (2008))
- Coheed and Cambria – Feathers (The Glitch Mob Remix) (via Sony BMG (2008))[23]
- STS9 – Beyond Right Now (The Glitch Mob Remix) (via 1320 Records (2008))
- Matty G – West Coast Rocks (2008)

### Mixtapes

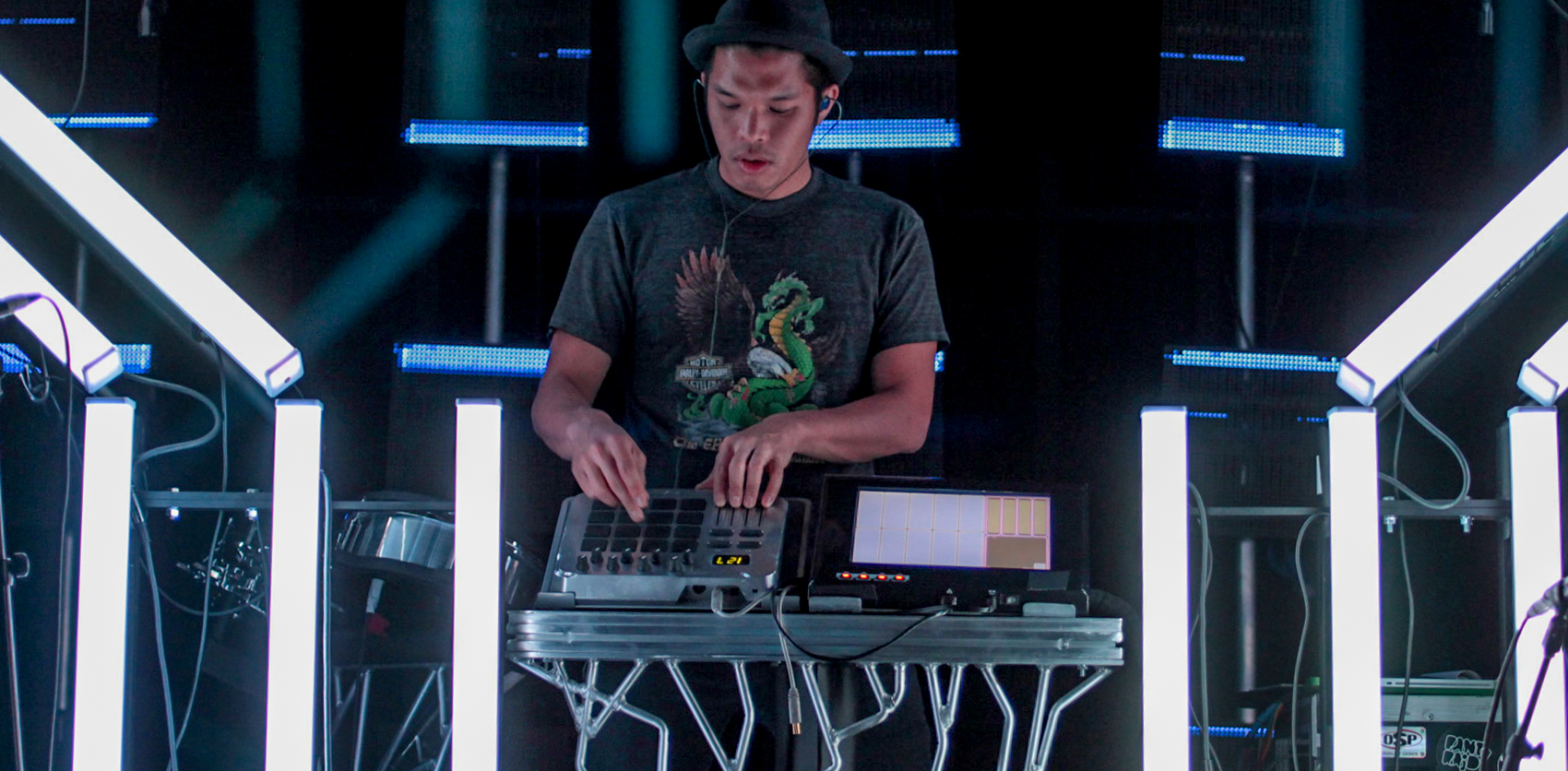
ediT, 2011

- Local Area Network (2008)
- Crush Mode (2009)[24]
- Drink the Sea Part 2 (2010)
- More Voltage (2011)[25]
- West Coast Rocks (2014)
- Do Lab Mix 2016 (2016)

## Auszeichnungen für Musikverkäufe
| Goldene Schallplatte - Spanien - 2025: für die Single Rise |

| Land/RegionAuszeichnungen für Musikverkäufe (Land/Region, Auszeichnungen, Verkäufe, Quellen) | Gold     | Platin | Verkäufe | Quellen             |
| -------------------------------------------------------------------------------------------- | -------- | ------ | -------- | ------------------- |
| Spanien (Promusicae)                                                                         | Gold1    | —      | 30.000   | elportaldemusica.es |
| Vereinigte Staaten (RIAA)                                                                    | Gold1    | —      | 500.000  | riaa.com            |
| Insgesamt                                                                                    | 2× Gold2 | —      |          |                     |

## Popkultur
- In der fünften Staffel der amerikanischen Serie America’s Got Talent trat die Tanzgruppe Fighting Gravity mit einer Choreographie zu der Musik von The Glitch Mob auf. Die gespielten Titel waren Drive It Like You Stole It, Animus Vox und How To Be Eaten By A Woman.
- Der Actionfilm G.I. Joe – Die Abrechnung nutzt als Titelmelodie den Glitch Mob Remix von Seven Nation Army (The White Stripes).
- Step Up 4 verwendet als Soundtrack die Titel Fortune Days und Nalepa – Monday (The Glitch Mob remix).
- Die Fernsehserie Person of Interest verwendet den Titel Fortune Days als Hintergrundmusik in der 11. Folge der 4. Staffel.
- Die Fernsehsendung Galileo benutzt verschiedene Musiktitel von The Glitch Mob als Hintergrundmusik.
- Der erste Trailer zum Film Sin City 2: A Dame to Kill For verwendet den Track Can’t Kill Us aus dem zweiten Album Love Death Immortality.
- Der Trailer zum Ubisoft-Videospiel „The Crew“ nutzt den Track Warrior Concerto.
- Die Audi-Q7-Werbung 2015 nutzt den Track Cant Kill Us.
- Der Hersteller von Action-Camcordern GoPro nutzt das Lied Animus Vox für den Launch-Trailer seiner Kamera „HERO Session“.[26]
- Der Frankfurter Tatort „Hinter dem Spiegel“ vom 13. September 2015 hatte das Lied Skytoucher als Titelmelodie.
- Der Trailer Welcome To Sapienza des Videospiels Hitman (2016) nutzt den Song Between Two Points als Hintergrundmelodie.
- Die A1-Telekom-Österreich-Werbung des Netcubes 2016 verwendet den Track Beyond Monday.
- Der Release-Trailer zum DICE-Videospiel „Battlefield 1“ nutzt den Track The White Stripes – Seven Nation Army (The Glitch Mob Dubstep Remix)
- Ein Werbespot zu Amazon Echo beginnt mit dem Lied Skullclub.
- In Staffel 1 Episode 10 von Marvel’s Iron Fist ist Animus Vox in einer Szene zu hören.
- Das Lied RISE ist das offizielle Titellied der League of Legends Worlds 2018[27]